# Putna–Vrancea Natúrpark
A Putna–Vrancea Natúrpark (románul Parcul Natural Putna–Vrancea) IUCN V-ös besorolású védett terület Romániában Vrancea megye észak-nyugati részén, a Háromszéki-havasok vidékén.

## Fekvése
A Háromszéki-havasokhoz (Munții Vrancei) tartozó Berecki-havasokban a Goru és Mordanu masszívumok területén illetve a Putna-folyó völgyében található. Kiterjedése 30 204 ha. Északi részén áthalad a DN2D főút, mely a Putna völgyében szeli át a Kárpátkanyart Kézdivásárhely és Foksány között. Kézdivásárhelyről 10 km-re, Foksányból mintegy 50 km-re lehet elérni a terület határát. Nistorești, Păulești, Soveja și Tulnici községek adminisztrációs területén helyezkedik el. 1990 előtt a Putna-völgy ezen része még lakott terület volt több iparteleppel. Mára mindössze néhány lakos maradt, a faházak megrongálódtak vagy összedőltek, a Natúrpark és az erdészet tart fenn egy épületet.

## Természetvédelmi területek
A Natúrpark területén található országos jelentőségú természetvédelmi területek:
- Putna-vízesés (Cascada Putnei)
- Groapa cu Pini szakadék a Coza-patak jobb oldalán
- Goru-hegység a terület déli részén
- Lepșa–Zboina erdő a Lepsa-patak felső völgyében
- Strâmtura – Coza rezervátum a Coza-patak völgyében
- Tișița-patak völgye

## Élővilága
Habár a terület nagyrészét lombhullató erdők borítják, jelentős részt foglalnak el a különféle vadvirágfélék: őszirózsafélék (Asteraceae), perjefélék (Poaceae), pillangósvirágúak (Fabaceae), rózsafélék (Rosaceae), szegfűfélék (Caryophyllaceae), káposztafélék (Brassicaceae) illetve a boglárkafélék (Ranunculaceae). 26 fajta endemikus növény honos a vidéken.
A park területén tipikusan a hegyvidéki zónára jellemző állatvilág lakozik. A gerincesek közül 195 állatfajt tartanak nyilván, melyek közül számos faj külön törvény által védett. Az emlősök közül a jellegzetes nagyragadózók elterjedtek: barnamedve, szürke farkas és a hiúz, melyekhez az európai vidra is csatlakozik a folyóvölgyekben.

## Galéria

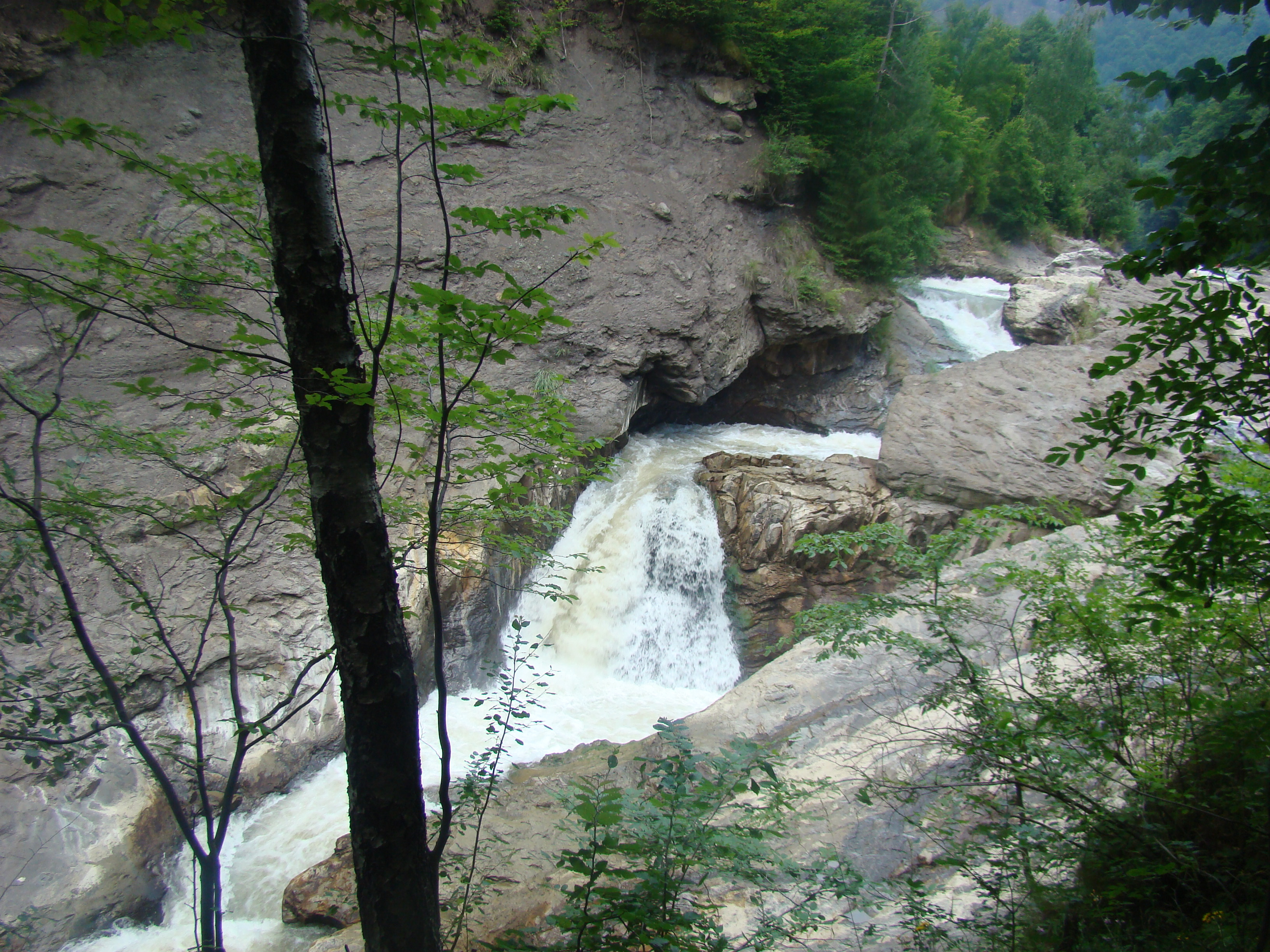
Putna vízesés
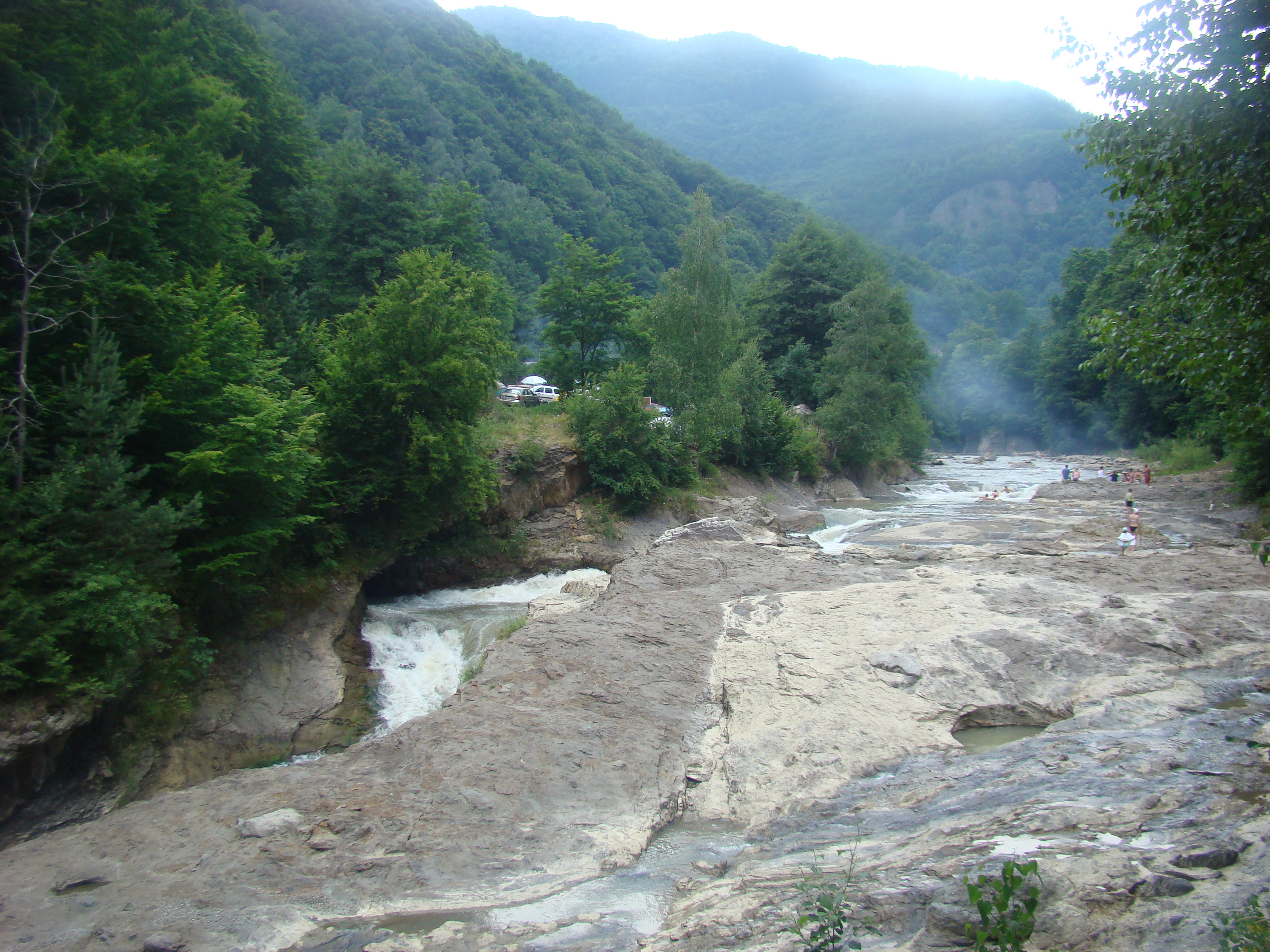
Putna vízesés környéke
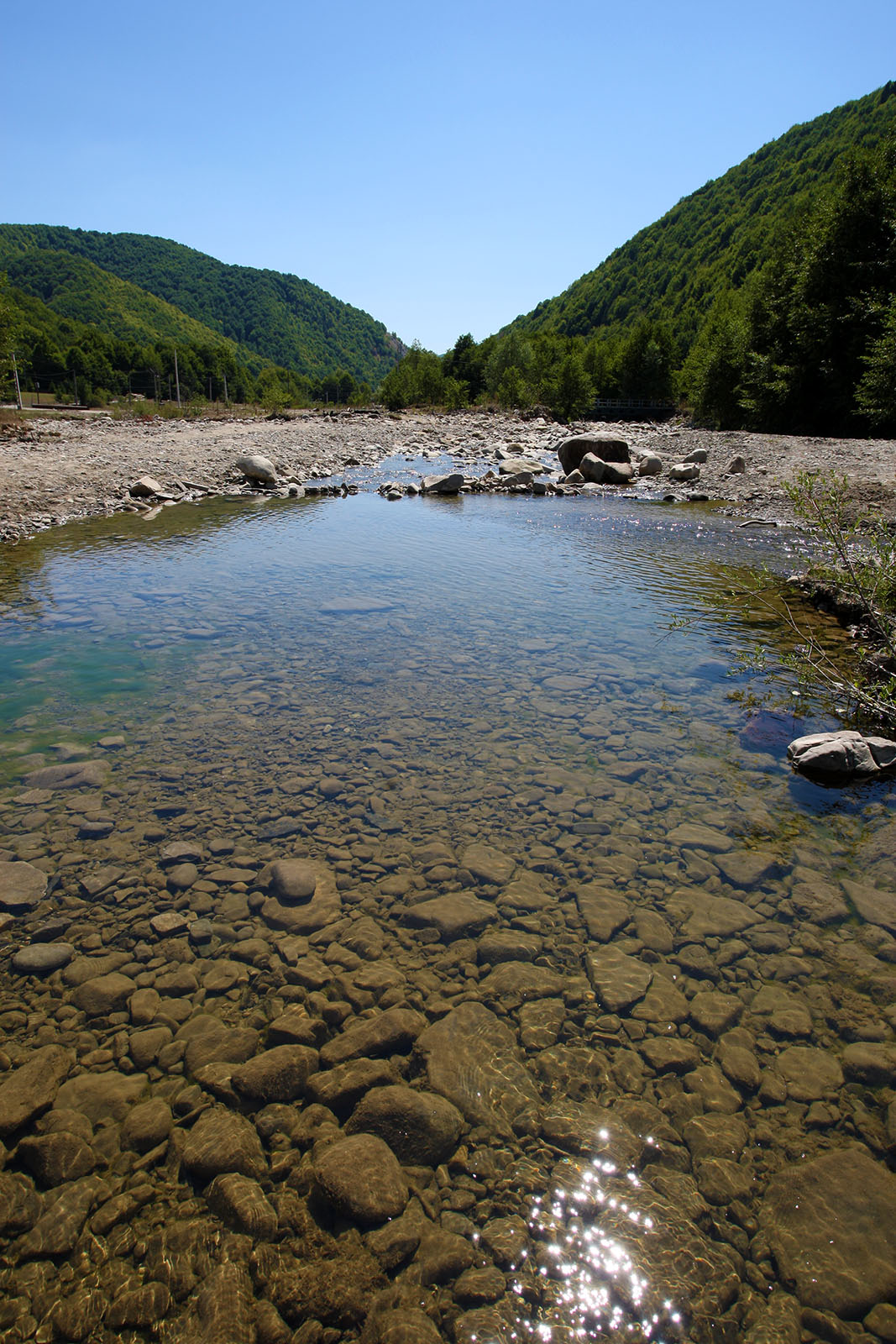
Lepsa-patak völgye
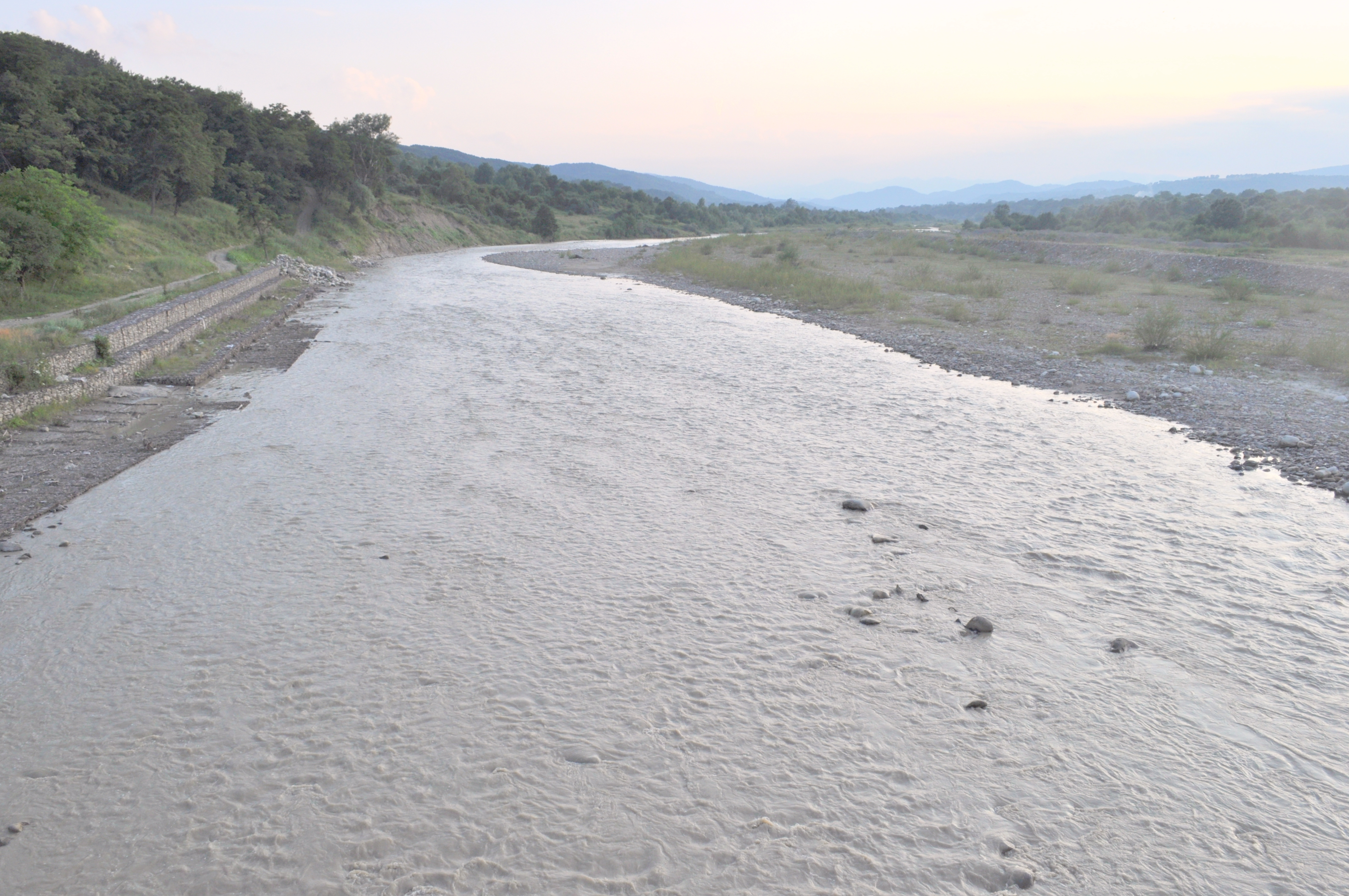
A Putna a hegyek lábánál